# Kumaragoppa, Navalgund
Kumaragoppa là một làng thuộc tehsil Navalgund, huyện Dharwad, bang Karnataka, Ấn Độ.